# 前野有鄰
前野 有鄰（まえの ありちか）は、江戸時代後期ごろの武士で、阿波徳島藩蜂須賀家に仕えた。初め牛之助を称していたとされ、通称には新介を用いた。阿波前野氏嫡流自有系の庶長子のち嫡男である。

## 生涯
有鄰は、阿波徳島藩御奉行役の前野延左衛門自房の庶長子に生まれた。『蜂須賀家家臣成立書并系図』には「妾腹」と記されており、母親は自房の妾のようである。
初め前野牛之助と名付けられ、後に元服して前野新介有鄰と称した。庶子であったためか、阿波前野氏の通し字である「自」の字が諱に用いられていない。室、子ともに記録はない。
天明7年（1877年）3月23日、既に早世した異母弟であり、自房の妾腹でない唯一の男子であった前野彌三郎に代わって庶長子である有鄰が嫡男に定められた。
文化2年（1805年）4月7日、父に先立って病死する。
有鄰の死後、有鄰の同母弟で彌三郎の異父兄にあたる前野以禮が嫡子とされたが、同5年（1808年）9月8日、以禮も病死し、最終的に自房の死後、末子で妾腹の與四郎が前野延左衛門信之として家督を継承した。

## 氏族
前野氏は、桓武天皇皇子の良岑安世を始祖とする良岑氏の系統 で、平安時代後期に創設された氏である。立木田高成の子である前野高長が母の生地にちなんで荘園に前野（現在の愛知県江南市前野町〜大口町辺り）と名付けてそれを家号とし、その曾孫の前野時綱が自らの名字としたのが始まりとされている。宗家前野長康婿養子の前野忠康（舞兵庫）の養子である前野自性が讃岐前野氏初代となって讃岐高松藩生駒家に仕えたが、生駒騒動を起こして一党は切腹及び死罪となり、自性次男の自有が阿波に移って阿波前野氏初代となった。

## 系譜
- 祖父：前野延左衛門自賢
- 父：前野延左衛門自房
- 母：自房妾
- 正妻：記録なし